# 아메리칸 항공 965편 추락 사고
아메리칸 항공 965편 추락사고는 1995년 12월 20일 보잉 757 항공기(기체 등록번호 N651AA)가, 플로리다주 마이애미의 마이애미 국제공항을 출발하여 콜롬비아의 칼리에 있는 알폰소 보닐라 아라곤 국제공항으로 향하던 중 부가에 있는 산악지대에 추락하여 승객 155명과 승무원 8명이 사망한 사고이다. 미국 전체에서 보유중인 보잉 757기의 첫 번째 사고 사례이자 콜롬비아에서 일어난 항공사고 중 가장 높은 사망자수를 기록한 사고였다. 또한 보잉 757이 포함된 사고 중에서도 가장 많은 사망자수를 기록했으며, 1996년에 189명의 사망자를 기록한 비르겐 항공 301편 사고보다 더 많았다. 이 사고는 1988년 팬암 103편의 추락사고 이후 수송기를 포함한 사고 사례에서도 죽음의 사고로 표현되었다.

## 비행 기록
그 당시, 965편은 크리스마스 공휴일을 위해 휴가를 보내는 사람들, 사업가 등 칼리로 귀향하는 사람들을 수송하고 있었다. 미 북동부의 겨울 폭풍으로 인해 항공기들 중 정기항공편의 출발이 지연되어 연결편 탑승객들을 위한 30분의 출발 지연이 허용되었는데, 그리하여 965편은 오후 5시 14분 경 마이애미 공항의 D33번 게이트에서 푸시백 하였으며, 27R 활주로로 택싱하였으나, 계절적 요인으로 인한 혼잡으로 항공기는 예정보다 2시간 늦게 이륙하였다. 몇몇 다른 승객들도 965편을 예약하였으나 비행기를 놓쳤기 때문에 연결편도 놓치게 되었다.
조종사는 기장인 니콜라스 타퓨리와 부조종사인 도니 R 윌리엄스로 구성되어 있었다. 객실 승무원중 수석 승무원은 페드로 파블로 콜레였다.
칼리의 항공 교통 관제사들은 기능을 하지 못하는 레이다로 사고기 조종사들의 비행 접근 경로 감시에 사용하는 무선 항법과 공항 계기 접근 시스템을 의존하고 있었다. 칼리로의 접근에 사용할 수 있는 몇몇 무선 등화만이 산과 도시를 둘러싼 골짜기 주위에 있는 조종사들을 안내하는데 쓰이고 있었다. 항공기의 비행 관리 시스템에는 이미 이 접근 등화들이 등록되어 있었는데, 만일 그렇게 했었다면 이론적으로는 마이애미에서 칼리의 터미널까지 조종사들이 정확히 어디에서 선회해야 하는지, 하강해야 하는지 모든 길을 말해줘야 한다는 의미이다.
줄곧 바람은 고요했으며, 칼리의 관제사들은 조종사들에게 만약 그들(965편 조종사)이 원한다면 비행경로를 19번 활주로까지 일직선으로 접근하는 것 보다 주위를 돌아 01번 활주로로 와도 좋다고 말했다. 조종사들은 이에 동의했으며, 몇몇 시간 동안 그렇게 되기를 희망했다. 조종사들은 그때 그들의 항법 컴퓨터에서 접근 중간지점이 잘못되었다는 것을 확인했다. 관제사가 조종사들에게 칼리 북부의 툴라를 지났을 때 후방을 다시 확인하라는 말을 했었는데, 그것은 더 이상 컴퓨터에 등록되지 않았으며, 그리하여 그들은 그것을 찾아낸 뒤 지도에서 크게 벗어나게 되었다. 그 사이에 그들은 항공기의 순항 브레이크를 아래로 늦추고 항공기의 하강 촉진을 더 연장시켰다.
그 시간에 의해 그들은 툴라의 좌표를 발견했는데, 그들은 이미 그것을 통과한 뒤였다. 이것에 대한 응답으로, Rozo의 다음 접근 중간지점을 찾기 위한 항법 컴퓨터 작성을 시도하였다. 하지만 Rozo의 무지향성 표지는 그들의 비행계획에서 R로 확인된 뒤였다. 콜롬비아에서 보고타 부근에 있는 로미오 무지향성 표지를 찾기 위해 식별명을 되풀이했으며, 컴퓨터에 저장된 중간지점 목록에는 R처럼 Rozo 무지향성 표지가 포함되지 않았지만 그 아래에 대문자로 "ROZO"라고만 표시되어 있었다. 이 사례는 식별명 복사가 허용된 지역이었으며 종종 첫 번째 큰 도시가 저장되기도 했다는 것이었다.

## 사고
965편이 산에 충돌하기전 12초쯤, 대지접근 경고장치가 작동하였으며, 지형 충돌 임박과 경고음이 울리기 시작했다. 기장과 부조종사는 산악지대임을 확인하고 기수 상승을 시도하였으나, 속도 제동이 작동하여 이미 상승하기 늦은 뒤였으며, 항공기는 산 정상 부근에 추락하였다. 분석에서 본 바에 따르면 만약 조종사가 대지접근 경고장치 경보음이 울렸을 때 속도 제동을 껐다면 항공기는 아마 지형을 확인할 수 있었을 것이라는 내용이었다. 오후 9시 41분 28초(동부 표준시)에 사고기는 엘 델루비오 동쪽 약 해발 8900피트에서 풀숲과 접촉하기 시작했으며, 6마일 떨어진 툴루아 VOR 위치와 알폰소 보닐라 아라곤 국제공항 19번 활주로 접근 지점 북쪽으로 28마일 떨어진 위치에 충돌하였다. 조사가 진행되는 동안 사고기의 비행 기록 장치에서 보잉사의 고정된 기본 시뮬레이터도 또한 CDU/FMS 시뮬레이터로 직접 획득한 데이터와 같이 역행하는 것이 발견되었다. 이로 인해 보잉 757 시뮬레이터도 시험하는 동안 역추진이 불가능했는데 만약 스피드 브레이크가 탈출 시도 동안 해제되었다 해도 항공기가 정확하든 아니든간에 산/나무 꼭대기를 확인할 수 없었다.

## 사고 직후
청소부들이 추락한 항공기에서 엔진 스로틀 역전기, 칵핏의 항공 전자기기, 그리고 다른 구성요소들을 가져갔다. 청소부들은 콜롬비아 육군과 개인 헬리콥터를 이용하여 사고 현장에 가고 사고 현장을 떠났다. 마이애미의 브로커들 사이에서 형성된 암시장에서 도난당한 증거물의 상당수가 다시 발견되었다.
1997년 미국 관할 판사인 스탠리 마커스는 조종사들의 행동에 대해 "고의적인 위법행위"라고 판결하였는데; 판결에서 사망한 조종사들을 대표하는 것은, 아메리칸 항공에 적용된 것이라는 내용이었다. 재판의 판결은 그 후 1999년 6월 미국 애틀랜타에서 항소에 의해 11번째 순회 법정에서 뒤집어졌는데, 그것도 또 뒤집어진것은 배심원 평결과 유사한 사례의 재판에서 조종사의 과실만이 이슈가 된것이었으며, 그 역할이 오직 배심원에게만 제한된 내용이라는 것이었다.
아메리칸 항공은 사고 희생자 유족들에 의한 고정되고 상당수의 소송에서 불리하게 된 결과를 자초했다. 아메리칸 항공은 재퍼슨과 허니웰과의 소송에서 맞서는데 기여하기 위해 "3번째 관계자의 고충"이라는 파일을 만들었는데, 항법 컴퓨터 데이터베이스와 Rozo의 아래 식별명인 "R" 좌표가 포함되는데 실패했다는 내용이었으며; 마이애미에 있는 미 연방 남부 플로리다 지방 법원에서 열린 재판에 제출했다. 재판에서 사고에 관하여 몇몇 법적 책임이 있다는 점이 명백한 것이었으며 허니웰과 재퍼슨은 각각 그들의 사고에 관한 법적 책임 없음에 대한 공방을 벌였다. 2000년 6월 배심원은 재퍼슨이 제기한 사고의 과실중 30%가 잘못 판단한 것이며,허니웰이 과실 10%와 아메리칸 항공의 과실 60%임을 밝혔다.
마이애미발 칼리행 항공편 번호는 현재 921편으로 바뀌었으며 보잉 737-800으로 운항하고 있다. 로조 무지향성 표지 "R"은 팔마 무지향성 표지 "NDB"로 바뀌었다.
1996년에 강화된 대지접근 경보장치가 소개되면서 사고를 방지할 수 있게 되었다.

## 사고 조사와 최종 보고서
사고 조사는 미국 연방 교통 안전 위원회의 도움을 받아 콜롬비아의 민간 항공국 뿐만 아니라 미국 연방항공청, 연합 조종사 동맹, 아메리칸 항공, 보잉사와 롤스로이스의 입회하여 합동으로 실시되었다.
콜롬비아 민간 항공국은 1996년 9월에 최종 조사 보고서를 준비하였으며 미국에 있는 미국 연방 교통 안전 위원회에서 직접 공개되었다.

## 같이 보기
- 중국국제항공 129편 추락 사고